# A Gólkirályság epizódjainak listája
Ez a szócikk a Gólkirályság című magyar televíziós vígjátéksorozat epizódjait sorolja fel.

## Évadáttekintés
| Évad | Évad | Részek száma | Részek száma | Eredeti sugárzás | Eredeti sugárzás  | Eredeti adó |
| Évad | Évad | Részek száma | Részek száma | Évadbemutató     | Évadzáró          | Eredeti adó |
| ---- | ---- | ------------ | ------------ | ---------------- | ----------------- | ----------- |
|      | 1.   | 10           | 10           | 2023. január 7.  | 2023. március 11. |             |
|      | 2.   | 10           | 10           | 2024. április 6. | 2024. június 8.   |             |
|      | 3.   | ?            | ?            | n. a.            | n. a.             |             |

## Epizódlista

### Első évad (2023)
A sorozat első évadát 2023. január 7-én mutatta be az RTL.
| Sor. | Év. | Cím      | Rendező       | Író                                                    | Premier           | Nézettség |
| ---- | --- | -------- | ------------- | ------------------------------------------------------ | ----------------- | --------- |
| 1.   | 1.  | 1. rész  | Kapitány Iván | Soós András, Búss Gábor Olivér, Kapitány Iván          | 2023. január 7.   | 708 000   |
| 2.   | 2.  | 2. rész  | Kapitány Iván | Buzás Mihály, Búss Gábor Olivér, Kapitány Iván         | 2023. január 14.  | 678 000   |
| 3.   | 3.  | 3. rész  | Kapitány Iván | S. Gévai Júlia, Búss Gábor Olivér, Kapitány Iván       | 2023. január 21.  | 722 000   |
| 4.   | 4.  | 4. rész  | Kapitány Iván | Schlachtovszky Csaba, Búss Gábor Olivér, Kapitány Iván | 2023. január 28.  | 585 000   |
| 5.   | 5.  | 5. rész  | Kapitány Iván | Kovács M. András, Búss Gábor Olivér, Kapitány Iván     | 2023. február 4.  | 578 000   |
| 6.   | 6.  | 6. rész  | Kapitány Iván | Buzás Mihály, Búss Gábor Olivér, Kapitány Iván         | 2023. február 11. | 591 000   |
| 7.   | 7.  | 7. rész  | Kapitány Iván | Ürmös Zsolt, Búss Gábor Olivér, Kapitány Iván          | 2023. február 18. | 555 000   |
| 8.   | 8.  | 8. rész  | Kapitány Iván | Fabacsovics Lili, Búss Gábor Olivér, Kapitány Iván     | 2023. február 25. | 582 000   |
| 9.   | 9.  | 9. rész  | Kapitány Iván | Lukács Zsolt, Búss Gábor Olivér, Kapitány Iván         | 2023. március 4.  | 570 000   |
| 10.  | 10. | 10. rész | Kapitány Iván | Soós András, Búss Gábor Olivér, Kapitány Iván          | 2023. március 11. | 585 000   |

### Második évad (2024)
A második évadot 2024. április 6-án mutatta be az RTL.
| Sor. | Év. | Cím      | Rendező       | Író                                                  | Premier           | Nézettség |
| ---- | --- | -------- | ------------- | ---------------------------------------------------- | ----------------- | --------- |
| 11.  | 1.  | 1. rész  | Kapitány Iván | Búss Gábor Olivér, Kapitány Iván és Soós András      | 2024. április 6.  | 461 000   |
| 12.  | 2.  | 2. rész  | Kapitány Iván | Búss Gábor Olivér, Kapitány Iván és Buzás Mihály     | 2024. április 13. | 424 000   |
| 13.  | 3.  | 3. rész  | Kapitány Iván | Búss Gábor Olivér, Kapitány Iván és Buzás Mihály     | 2024. április 20. | 457 000   |
| 14.  | 4.  | 4. rész  | Kapitány Iván | Búss Gábor Olivér, Kapitány Iván és Pálfi Kata       | 2024. április 27. | 400 000   |
| 15.  | 5.  | 5. rész  | Kapitány Iván | Fabacsovics Lili, Búss Gábor Olivér és Kapitány Iván | 2024. május 4.    | 370 000   |
| 16.  | 6.  | 6. rész  | Kapitány Iván | S. Gévai Júlia, Búss Gábor Olivér és Kapitány Iván   | 2024. május 11.   | 404 000   |
| 17.  | 7.  | 7. rész  | Kapitány Iván | Búss Gábor Olivér és Kapitány Iván                   | 2024. május 18.   | 400 000   |
| 18.  | 8.  | 8. rész  | Kapitány Iván | Búss Gábor Olivér, Kapitány Iván és Pálfi Kata       | 2024. május 25.   | 425 000   |
| 19.  | 9.  | 9. rész  | Kapitány Iván | Búss Gábor Olivér, Kapitány Iván és Buzás Mihály     | 2024. június 1.   | 395 000   |
| 20.  | 10. | 10. rész | Kapitány Iván | Búss Gábor Olivér, Kapitány Iván és Soós András      | 2024. június 8.   | 389 000   |